# Era (gruppo musicale)
Era è un progetto musicale del musicista francese Eric Lévi che ha avuto inizio nel 1996. In gran parte della sua produzione prende spunto dal canto gregoriano medievale, sia per lo stile, sia per i testi, scritti, questi ultimi, in una lingua immaginaria simile al latino. Lo stile, mistico e aereo, può essere descritto come New Age ed è in parte simile a quello di artisti come Enya, Enigma e Deep Forest; comprende tuttavia anche dei rilevanti assoli di chitarra in genere rock, ed è molto influenzato dal gothic metal.

## Storia del gruppo
Il progetto Era inizia a prendere corpo nel 1992 dal desiderio di Eric Lévi, già fondatore nel 1977 del gruppo hard rock Shakin' Street, di dedicarsi a una carriera solista. Dopo aver scritto colonne sonore per alcuni film (tra cui I visitatori, del 1993), ottenendo anche un buon successo, è però fra il 1995 ed il 1997 che prende corpo realmente l'idea. Il primo album, che porta il nome del progetto, esce nel 1996, e ottiene un grande successo di pubblico e critica, vendendo 2 milioni di dischi solo in Francia nel volgere di un anno. L'album, dalle atmosfere aeree ottenute con l'uso di sintetizzatori, prende ispirazione da artisti come Enya, dal canto gregoriano, e include anche alcune tracce già presenti nella colonna sonora del film I visitatori.
Le sonorità dei brani degli Era sono eteree. I loro brani, prevalentemente adatti come soundtrack, evocano atmosfere magiche.
Il secondo album, Era 2, viene pubblicato nel maggio 2000 e ottiene anch'esso un grande successo, procurandosi il disco di platino in Francia, e vendendo nel mondo più di 3 milioni di copie. Il 15 dicembre esce quindi la prima raccolta delle loro più note canzoni, The Legend.
Stilisticamente, Levi resta fedele a sé stesso, come anche nel suo terzo album The Mass, pubblicato il 24 febbraio 2003. Il disco ottiene un successo anche maggiore dei precedenti, entrando in poco tempo nei primi posti delle classifiche di vendita in Europa e Messico, e garantendosi così i dischi d'oro e di platino.
Il primo singolo estratto The Mass, si ispira ai Carmina Burana di Carl Orff, e in particolare al famoso brano O Fortuna, riaffermando l'ispirazione medievale. Il secondo singolo Looking for Something invece si distacca dai precedenti, con un video non più inscenato in ambientazioni medievali ma nella modernissima New York, presentando in essa lo smarrimento della ricerca incompiuta, da cui prende titolo il brano. Il brano viene poi successivamente presentato in una seconda versione, remixata dal dj Darren Tate. Il terzo e ultimo singolo Don't Go Away, esce nel febbraio 2004 per vendere in poco tempo 400 000 copie solo in Francia.
Il 10 febbraio 2005 esce una raccolta con i maggiori successi, The Very Best of Era; composta da un CD con 16 tracce di cui un solo inedito (I Believe) e da un DVD con la collezione di tutti i video prodotti per Era. Il successo è tale da raggiungere il riconoscimento di disco di platino in Francia.
Nel 2007 esce una terza raccolta, Prestige.
Il 24 marzo 2008, a cinque anni di distanza dall'ultimo album inedito, esce Reborn, quarto album del progetto. Si tratta di un album dalle forti sonorità mediorientali con una chicca classica: la traccia numero 4, Sinfoni Deo, è ispirata alla Ave Maria di Caccini e ricorda nel contesto le sonorità classiche di Era.
Il 2 novembre 2009 esce Classics, una raccolta di brani classici rivisitati con le sonorità ed i testi in simil-latino tipici del progetto Era. A seguire nel 2010 esce una seconda raccolta: Classics II. A inframezzare questi album di inediti, sempre nel 2010 esce un'altra raccolta dal titolo The Essential.
Il 1º luglio 2013 esce, quattro anni dopo l'ultimo album, Arielle Dombasle By Era, un nuovo album con voce protagonista quella dell'attrice Francese Arielle Dombasle.
Il 3 novembre 2017 esce The 7th Sword, anticipato il 7 luglio dal singolo 7 Seconds.

## Discografia

### Album
- 1996 – Era
- 2000 – Era 2
- 2003 – The Mass
- 2008 – Reborn
- 2009 – Classics
- 2010 – Classics II
- 2013 - Arielle Dombasle By Era
- 2017 - The 7th Sword

### Raccolte
- 2000 – The Legend
- 2005 – The Very Best of Era
- 2007 – Prestige
- 2010 – The Essential

### Video
- 1996 – Ameno
- 1996 – Mother
- 1996 – Enae Volare Mezzo
- 2000 – Divano
- 2000 – Misere Mani
- 2000 – Infanati
- 2003 – The Mass
- 2003 – Looking for Something
- 2004 – Don't Go Away
- 2008 – Reborn
- 2008 – Prayers (dall'album Reborn)